# 기무라 시게코레
기무라 시게코레(일본어: 木村重茲, 생년 미상 ~ 분로쿠 4년 음력 7월 15일(1595년 8월 20일))는 아즈치모모야마 시대의 무장, 다이묘이다. 도요토미씨의 가신. 별명은 사다미쓰(重隆), 시게타카(重高). 통칭은 하야토노카미(隼人正), 히타치노스케(常陸介). 자식은 다카나리(高成), 시게나리(重成).
센노 리큐의 제자로서 다이스 칠인중 중 한사람이다.

## 같이 보기
- 히데쓰구 사건